# Linge (Indonesië)
Linge is een bestuurslaag in het regentschap Aceh Tengah van de provincie Atjeh, Indonesië. Linge telt 340 inwoners (volkstelling 2010).